# Krämerstraße (Rostock)

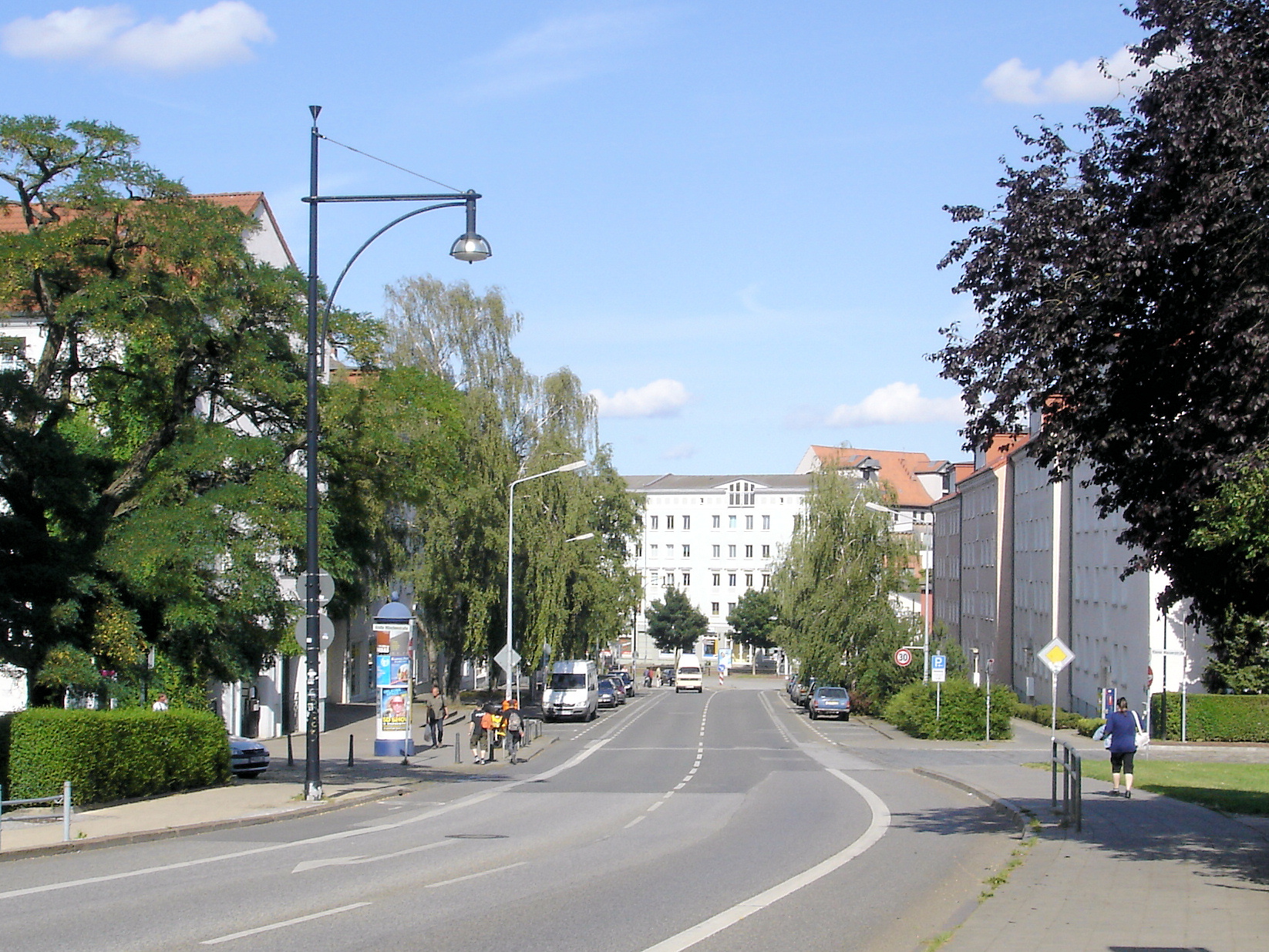
Krämerstraße (Blick nach Osten)

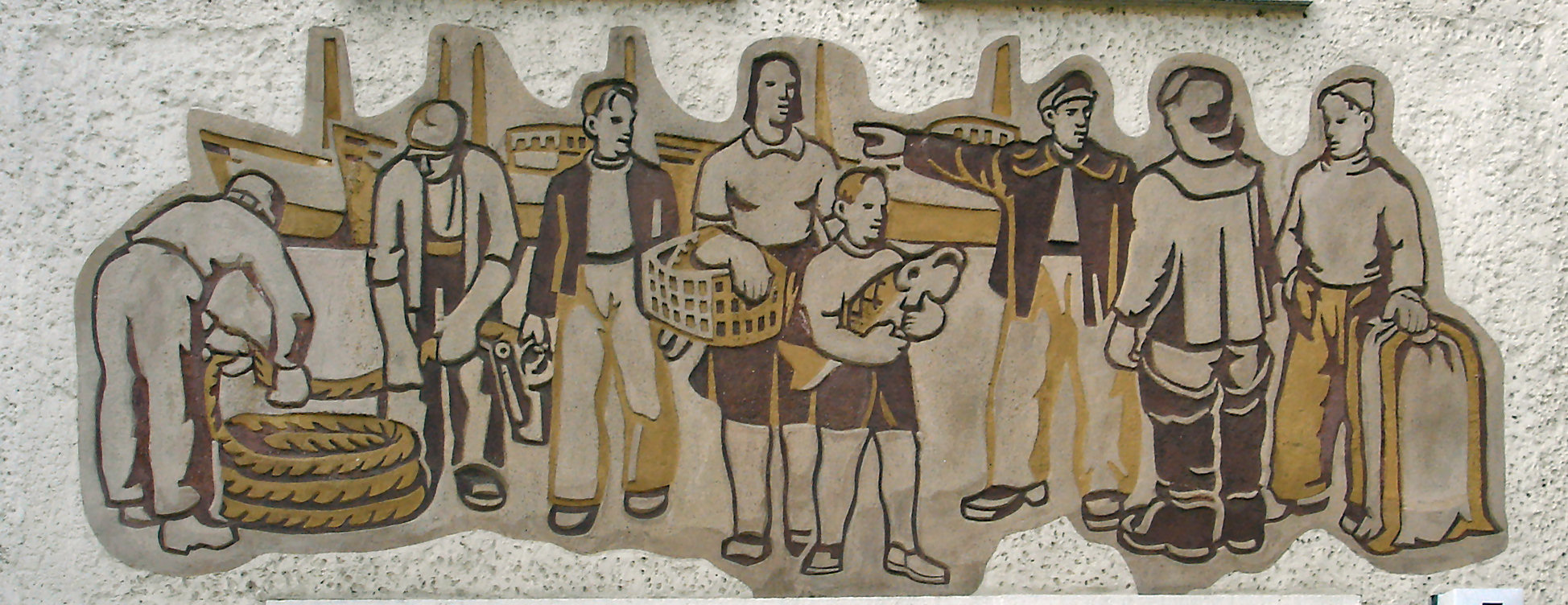
Scraffito an der Krämerstr. 7

Die etwa 100 Meter lange Rostocker Krämerstraße liegt im historischen Stadtkern und gehörte einst zur Mittelstadt. Über den sehr kurzen Vogelsang verbindet sie die Lange Straße mit der Grubenstraße.
Im Jahre 1261 als platea institutorum erstmals erwähnt, bezog sie ihren Namen vom Berufsstand der Krämer, die im sozialen Gefüge der Stadt in der Mitte angesiedelt waren. Beim Rostocker Stadtbrand von 1677 wurde die Krämerstraße vollständig zerstört, danach aber im barocken Stil wieder aufgebaut. Da sich von 1834 bis 1881 in der Krämerstraße 19 das Oberpostamt befand, trug die Straße von 1836 bis 1884 den Namen Poststraße. Wie nahezu das gesamte Stadtgebiet östlich der Marienkirche, nördlich des Rathauses und westlich der Grubenstraße wurde die Krämerstraße beim Vier-Nächte-Bombardement der britischen Luftwaffe Ende April 1942 vollständig zerstört.
Ab 1949 wurde sie mit aufgelockerter, jedoch recht nüchterner Bebauung wiedererrichtet; erwähnenswert ist die 1957 an mehreren Häusern entstandene Scraffitokunst des Künstlers Heinz Becker, die den Aufbauwillen dieser Zeit dokumentiert. Heute fungiert die Krämerstraße hauptsächlich als Einfahrt zum Stadtzentrum, eine nennenswerte Infrastruktur existiert nicht.